# 8e groupe d'automitrailleuses
Le 8e groupe d'automitrailleuses (8e GAM) est une unité militaire française créée en 1933 et dissoute en 1940. Elle regroupe la plupart des automitrailleuses de la cavalerie de l'armée du Levant.

## Historique

### Entre-deux-guerres
À sa création le 1er mars 1933, le 8e GAM regroupe trois des quatre escadrons d'automitrailleuses affectés au Levant, les 8e, 18e et 25e escadrons d'automitrailleuses de cavalerie (EAMC), le dernier escadron appartenant aux troupes spéciales du Levant (escadron spécial). L'escadron spécial est dissous en septembre et ses trois pelotons rejoignent les trois escadrons du 8e GAM. 
Les 8e, 18e et 25e escadrons, en garnison respectivement à Damas, Beyrouth et Alep, conservent leur appellation d'EAMC jusqu'en 1935,. Ils deviennent alors les 2e, 1er et 3e escadrons du 8e GAM. Entretemps, en septembre 1934, le 4e peloton du 8e EAMC, détaché à Homs, devient un peloton spécial (c'est-à-dire incorporant des autochtones des troupes spéciales). 
Les escadrons, équipés d'automitrailleuses White TBC, sont renforcés à partir de 1934 de pelotons mixtes. Ceux-ci associent un groupe de trois à cinq blindés à deux groupes de combat de fusiliers-voltigeurs motorisés. Un premier est formé à Beyrouth en septembre au 18e EAMC (automitrailleuses légères Hotchkiss AM80S (it) et camionnettes Berliet VSAB (de)), suivis en octobre 1935 par le peloton spécial d'automitrailleuses légères (PSAML) de Beyrouth (automitrailleuses et cars blindés Panhard K53 Zudel). 
Le peloton spécial d'Homs (2e escadron) est doté vers 1936 de pick-up Ford armés et s'installe à Qouneitra jusqu'en 1939. Un autre peloton spécial, équipé d'automitrailleuses légères Hotchkiss 686 PN (it), est formé en novembre 1937 au 18e EAMC. Ce peloton passe en 1938 au 25e EAMC et prend garnison à Antioche (aujourd'hui Antakya en Turquie). 

### Seconde Guerre mondiale
En septembre 1939, les 2e et 3e escadrons du GAM rejoignent les 191e et 192e groupes de reconnaissance de division d'infanterie en cours de création mais deux nouveaux escadrons (4e et 5e) sont créés début 1940 à Damas et Alep. Chaque escadron compte en général dix automitrailleuses White, en plus des trois pelotons spéciaux : le peloton d(renommé PSAM no 1 en mars 1940), le peloton du 25e EAMC (renommé PSAM no 2 en mars 1940, date à laquelle il rejoint Beyrouth, puis Alep, puis Lattaquié) et le PSAML (qui s'installe à Tripoli de septembre 1939 à mars 1940).
Le 8e GAM est dissout en décembre 1940 et participe à la formation du 6e et du 7e régiment de chasseurs d'Afrique.

## Insigne
L'insigne du 8e GAM reprend celui du 25e EAMC : une gazelle bondissante devant une automitrailleuse inscrite dans un croissant.

## Personnalités ayant servi au8eGAM
Deux Compagnons de la Libération ont servi au 8e GAM :
- Paul Jourdier (1907-1995)
- Jean Rémy (1899-1955)